# Syncopacma cincticulella
Syncopacma cincticulella is een vlinder uit de familie tastermotten (Gelechiidae). De wetenschappelijke naam is voor het eerst geldig gepubliceerd in 1851 door Bruand.
De soort komt voor in Europa.